# Tini Tini Tini
Tini Tini Tini (estilizado en mayúsculas) es el tercer álbum de estudio de la cantante argentina Tini. Fue lanzado al mercado el 3 de diciembre de 2020, bajo el sello discográfico Hollywood Records y el último con Universal Music Group.
De este álbum, se desprenden algunos sencillos como: «22», «Fresa», «Oye», «Recuerdo», «Un beso en Madrid», «Duele», entre otros.  
En este álbum, están incluidas las participaciones de Alejandro Sanz, Sebastián Yatra, Greeicy, Mau y Ricky, Lalo Ebratt, Khea y John C.

## Antecedentes
El álbum se caracteriza por el estilo romántico de Tini, haciendo énfasis en la fusión de ritmos entre el urbano, el trap, la balada y el pop. Asimismo el 3 de diciembre de 2020, el álbum fue presentado después de su sencillo «Te olvidaré».
El álbum ingresó en el ranking de los diez álbumes más escuchados a nivel mundial en Spotify solo tres días después de su lanzamiento, según informa el perfil oficial de Spotify Charts, conquistando la cuarta posición. Es el comienzo de su faceta como cantante pop urbana.

## Lista de canciones
| Tini Tini Tini |                                          |                                                                                     |                                              |          |  |
| N.º            | Título                                   | Escritor(es)                                                                        | Productor(es)                                | Duración |  |
| 1.             | «Un beso en Madrid» (con Alejandro Sanz) | Martina Stoessel,Andrés Torres, Mauricio Rengifo, Alejandro Sanz                    | Rengifo, Torres, Alfonso Perez, Chris Hierro | 2:24     |  |
| 2.             | «Fresa» (con Lalo Ebratt)                | Stoessel,Torres, Rengifo, Lalo Ebratt                                               | Rengifo, Torres                              | 2:46     |  |
| 3.             | «Si tú supieras»                         | Stoessel ,Torres, Rengifo                                                           | Rengifo, Torres                              | 2:33     |  |
| 4.             | «Tuyo»                                   | Stoessel ,Torres, Rengifo, Francisco Cia                                            | Rengifo, Torres                              | 1:53     |  |
| 5.             | «Te olvidaré»                            | Stoessel ,Torres, Rengifo,                                                          | Rengifo, Torres                              | 3:14     |  |
| 6.             | «Acércate»                               | Stoessel ,Torres, Rengifo,                                                          | Rengifo, Torres                              | 2:22     |  |
| 7.             | «Playa»                                  | Stoessel ,Torres, Rengifo,                                                          | Rengifo, Torres                              | 2:27     |  |
| 8.             | «Ella dice» (con Khea)                   | Stoessel ,Torres, Rengifo, Khea                                                     | Rengifo, Torres                              | 2:41     |  |
| 9.             | «Duele» (con John C)                     | Stoessel ,Torres, Rengifo, John C, Enrique Maroni, Gerardo Mattos, Pascual Contursi | Rengifo, Torres                              | 2:18     |  |
| 10.            | «Recuerdo» (con Mau & Ricky)             | Stoessel ,Torres, Rengifo, Yatra                                                    | Rengifo, Torres                              | 3:20     |  |
| 11.            | «Oye» (con Sebastián Yatra)              | Stoessel ,Torres, Rengifo, Cia                                                      | Rengifo, Torres                              | 2:53     |  |
| 12.            | «Diciembre»                              | Stoessel ,Torres, Rengifo,                                                          | Rengifo, Torres                              | 3:08     |  |
| 13.            | «Suéltate el pelo»                       | Stoessel ,Torres, Rengifo,                                                          | Rengifo, Torres                              | 2:07     |  |
| 14.            | «22» (con Greeicy)                       | Stoessel ,Torres, Rengifo, Greeicy                                                  | Rengifo, Torres                              | 2:39     |  |

## Certificaciones
| País          | Organismo certificador | Certificación | Ventas certificadas | Ref   |
| ------------- | ---------------------- | ------------- | ------------------- | ----- |
| Argentina     | CAPIF                  | 2× Diamante   | 270.000             | [ 5 ] |
| Chile         | IFPI                   | 7× Platino    | 70.000              | [ 6 ] |
| Centroamérica | IFPI                   | Oro           | 10.000              | [ 7 ] |

## Premios y nominaciones
| Año  | Premio                | Categoría               | Resultado | Ref.  |
| ---- | --------------------- | ----------------------- | --------- | ----- |
| 2021 | Premios Carlos Gardel | Mejor álbum artista pop | Nominado  | [ 8 ] |